# 糙皮砂鰩
糙皮砂鰩（學名：Psammobatis rudis），為軟骨魚綱鰩目單鰭鰩科砂鰩屬的一種，分布於東南太平洋與西南大西洋智利與阿根廷海域，本魚體盤呈心形，寬度略大於長度，盤寬為盤長的1.1-1.2倍，吻長，嘴巴狹窄，鼻翼長而寬，鼻子尖端通常有一個薄的絲狀裂片，胸鰭前緣微微波狀，胸鰭頂端圓形，腹鰭大而有缺口，外緣寬圓，頸背中線處有一排短刺，從腹鰭起點一直延伸到尾部第一個背鰭，從軀幹中部到尾基部有1-2排側刺，尾巴窄長，略細，尾尖附近有兩個很小的、幾乎不分開的背鰭，背部顏色各異，但通常圖案豐富，底色為淺灰色或淺綠棕色，帶有眾多黑白小斑點和斑塊，尾巴上常有小黑點和兩條粗白帶，腹部大部分呈蒼白色，後部邊緣暗淡，體長可達50公分，體重可達910公克，棲息在硬底質海域，為底棲性魚類，屬肉食性，卵生, 卵囊為長方形具有僵硬的觸角，生活習性不明。